# Heinrich Ernst Ferdinand Guericke
Heinrich Ernst Ferdinand Guericke (Wettin, 25 febbraio 1803 – Halle, 4 febbraio 1878) è stato un teologo tedesco.

## Biografia
Nacque a Wettin e studiò teologia presso l'Università di Halle, dove fu nominato professore associato nel 1829. Disapprovò l'unione tra le chiese luterane e riformate, che era stata compiuta dal governo prussiano nel 1817, e nel 1833 si unì agli antichi luterani. Nel 1835 perse la cattedra, ma la riconquistò nel 1840. Nello stesso anno, insieme a Andreas Gottlob Rudelbach, fondò il Zeitschrift für die gesammte lutherische Theologie und Kirche

## Opere

### Opere principali
Tra le sue opere c'era una biografia di August Hermann Francke, August Hermann Francke. Eine Denkschrift zur Säcularfeier seines Todes (1827) tradotta in inglese come The life of Augustus Herman Franké (1837).
Altre opere:
- Handbuch der Kirchengeschichte (1833); tradotto in inglese da William G. T. Shedd (2 volumi):
  - A manual of Church history : ancient church history, comprising the first six centuries
  - A manual of Church history : mediaeval church history, A.D. 590 - A.D. 1073
- Lehrbuch der christlich kirchlichen Archäologie (1847); tradotta in inglese da A.J.W. Morrison come Manual of the antiquities of the Church (1851)
- Allgemeine christliche Symbolik : ein theologisches Handbuch (3ª edizione, 1861)

### Opere tradotte in inglese e disponibili on-line
- Manual of the Antiquities of the Church
- A Manual of Church History, Comprising the First Six Centuries
- A Manual of Church History: Mediaeval Church History, A.D. 590 - A.D. 1073